# Johan Exner
Gustav Johan Adolf Exner (* 31. März 1897 in Bukarest, Rumänien; † 28. März 1981) war ein dänischer Pfarrer, Autor, Denkmalschützer und Mitglied des dänischen Widerstandes.

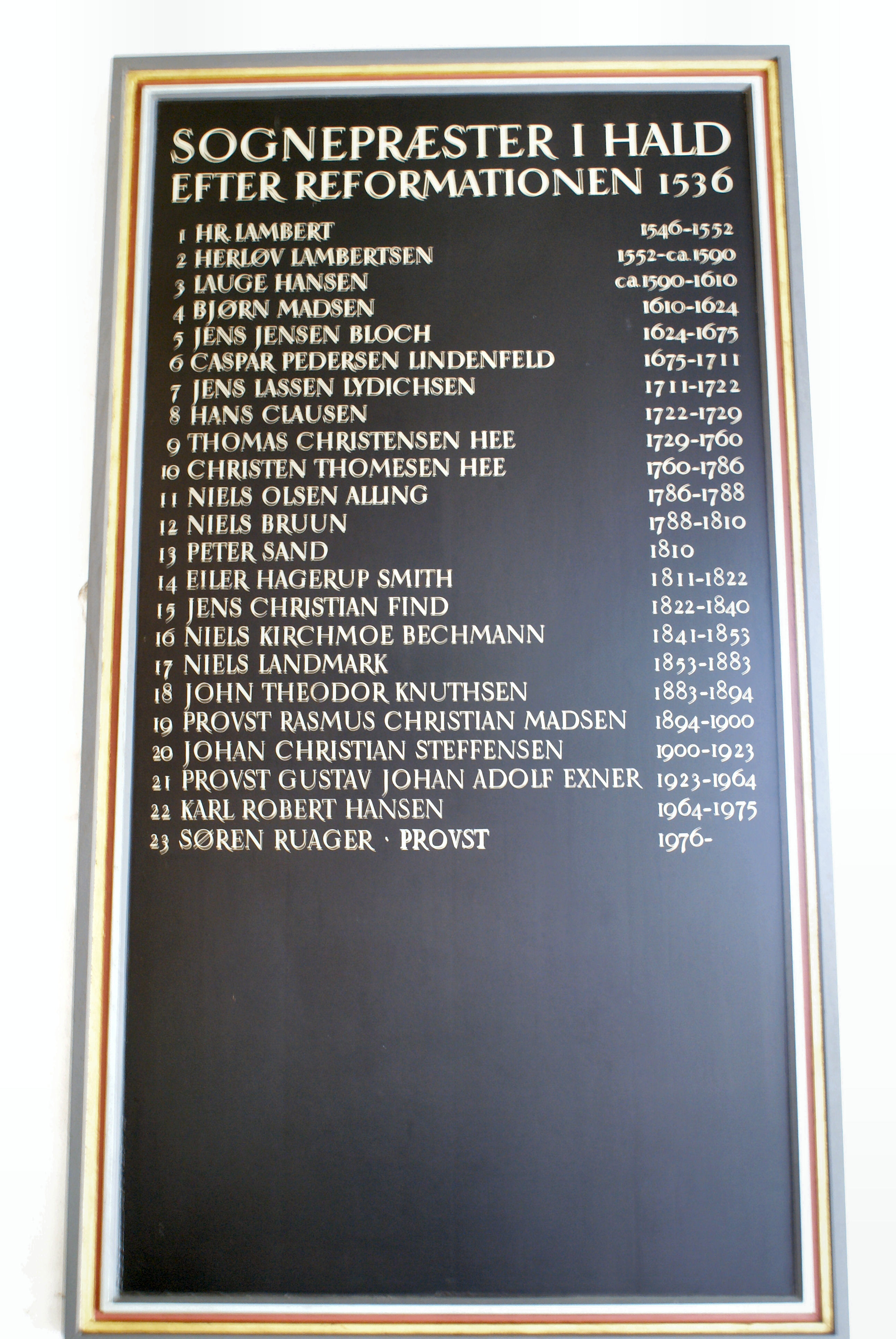
Series pastorum (Pastorenliste) der Kirche von Hald, Nr. 21: Provst Gustav Johan Adolf Exner 1923-1964

Exner, ein Sohn des Malers Aage Exner (1870–1951), war von 1923 bis 1964 Gemeindepfarrer und ab 1931 nebenamtlich auch Propst in Hald, etwa 11 km nordöstlich der Stadt Randers in der Region Midtjylland in Dänemark. Er war verheiratet mit Gunild Holt; das Paar hatte drei Kinder: Johannes, Clara und Bent. Er ist auf dem Friedhof von Hald beerdigt.
Während der deutschen Besetzung Dänemarks beherbergte er Widerstandskämpfer und wurde am 18. Februar 1945 zusammen mit seinem Sohn Bent, der im Widerstand tätig war, von der Gestapo verhaftet, zwei Wochen lang misshandelt und dann ins Internierungslager Frøslev gebracht; von dort wurde er am 25. April durch die Weißen Busse nach Schweden überführt.
Exner wurde durch seine Bemühungen bekannt, die Umgebung der dänischen Dorfkirchen von Bebauung und störendem Bewuchs freizuhalten und damit den freien Blick auf die Kirchen und von den Kirchen auf das umgebende Land zu erhalten. Dazu verhandelte er seit 1941 mit den Eigentümern der angrenzenden Grundstücke erst in seiner Propstei, 1949–51 dann mit Unterstützung des Kirchenministeriums im ganzen Land außerhalb von Kopenhagen. Dabei versuchte er jeweils zusammen mit dem zuständigen Propst und dem Vorsitzenden des regionalen Naturschutzausschusses, der Richter sein muss, mit den Grundeigentümern individuelle, grundbuchlich gesicherte Vereinbarungen zu schließen, wobei er deren völlige Freiwilligkeit und Entschädigungslosigkeit betonte und dadurch an das Verantwortungsbewusstsein der Eigentümer für das kulturelle, architektonische und kirchliche Erbe appellierte. In den drei Jahren besuchte er alle rund 2100 Kirchen außerhalb von Kopenhagen, auch in den Städten, und konnte etwa 4500 Vereinbarungen, Propst-Exner-Erhaltungsvereinbarungen genannt, abschließen, das sind etwa 90 % der von ihm geführten Verhandlungen. Zur Thematik der Kirchendenkmalpflege hat er mehrere Bücher verfasst und redigiert.

## Veröffentlichungen
- Vore Kirkers Istandsættelse og Vedligeholdelse, 1945.
- bearbeitet: Kirkegaarden – et kirkeligt Anliggende, 1948.
- zusammen mit Helge Finsen: Kirken i landskabet, 1961, mit einer englischen Zusammenfassung.
- Den danske kirkegaard og dens problemer, 1961.
- Grønlandsrapporter 1960, 1961.
- bearbeitet zusammen mit Tage Christiansen: Kirkebygning og Teologi, 1965.
- Mitarbeiter von: 400 danske landsbykirker, 1968.
- Fri os fra det onde, 1969.
- Mitarbeiter von: 300 danske bykirker, 1970.
- Artikel und Aufsätze in Tageszeitungen und Zeitschriften